# Famille Bronsart von Schellendorff
La famille Bronsart von Schellendorff est une ancienne famille noble prussienne.

## Histoire
La famille apparaît pour la première fois dans un document avec Nicolaus Brunsereyte, qui est inféodé en 1339 par le Grand maître de l'Ordre Teutonique Dietrich von Altenburg avec 15 manses (de) près de Modgarben (de) (Amt Barten, Prusse-Orientale). La ligne directe de la famille commence avec Heinrich Bronserth, qui est mentionné dans un document en 1480 et n'est plus vivant en 1510.
Une branche éteinte plus tard de la famille est fondée au XVIe siècle avec comme résidence le château de Schwickershausen en Thuringe (Bronsart à Schwickershausen).
Depuis le XVIIe siècle, la famille prend le nom de von Bronsart. L'adoption du nom Bronsart von Schellendorff a lieu en 1823 dans l'hypothèse d'une homologie de souche avec la famille noble éteinte des barons von Schellendorff. L'autorisation royale prussienne de continuer à porter ce nom est accordée le 2 novembre 1891 à Potsdam (Nouveau Palais).
Le lieutenant général royal prussien Heinrich Bronsart von Schellendorff (1803-1874) de Braunsberg et son épouse Antoinette Drège (de Rège, 1810-1873) de Cassel, qui vivent d'abord à Dantzig, puis à Berlin et Potsdam et tous deux en dernier lieu à Hanovre, deviennent avec leurs douze enfants les géniteurs de la célèbre famille d'officiers Bronsart von Schellendorf(f), qui produit de nombreux soldats prussiens de l'époque impériale.
Le domaine familial de Prusse-Orientale comprend le domaine de Schettnienen (de), où s'installe le deuxième fils de Heinrich, Paul Bronsart von Schellendorff, qui, comme son père, devient lieutenant-général et ministre prussien de la Guerre de 1883 à 1889. Son frère aîné, Hans Bronsart von Schellendorf, est le seul descendant mâle qui ne poursuit pas une carrière militaire et devient musicien, plus récemment en tant que directeur général du Théâtre de la Cour grand-ducale de Weimar.
Un frère cadet, le général royal prussien d'infanterie Walther Bronsart von Schellendorff, est admis dans la chevalerie du Mecklembourg le 2 décembre 1878. Il est également ministre prussien de la Guerre de 1893 à 1896. Il vit avec ses neuf enfants au manoir de Marienhof près de Güstrow depuis 1880. Le plus jeune frère Heinrich Bronsart von Schellendorff (1841-1879) appartient également à la noblesse de Mecklembourg et est adjudant du grand-duc Frédéric-François II de Mecklembourg-Schwerin. Le lieutenant-général Friedrich Bronsart von Schellendorff vit à Brunshaupten dans la ferme de Runenberg depuis 1919.

## Notation
L'orthographe de la syllabe -dorf (f) dans les noms des membres de cette famille varie également considérablement dans les sources contemporaines et est incohérente dans les documents officiels du registre et de l'église, les documents militaires et généalogiques et les inscriptions funéraires ainsi que dans la littérature parfois même avec une seule et même personne ( -f / -ff) manipulée.

## Armes

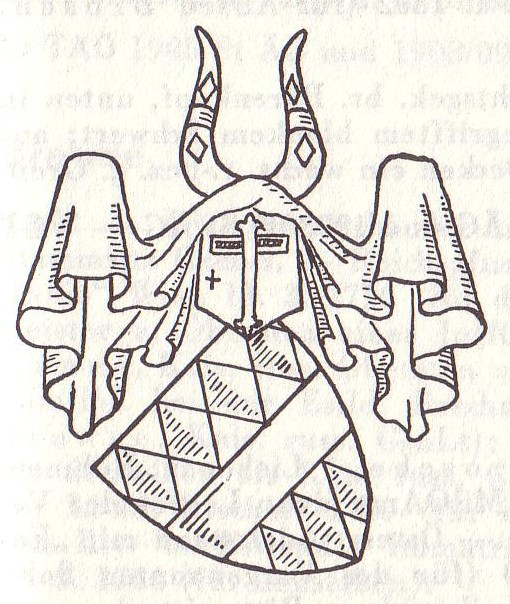
Armoiries de la famille prussienne Bronsart von Schellendorff.

Le blason montre une barre rouge en argent accompagnée de sept réveils bleus. Sur le casque avec des couvertures bleu-argent deux cornes de buffle marquées comme le bouclier.[réf. nécessaire]

## Personnalités
- Adolf von Bronsart von Schellendorf (1809-1874)
- Bernhard Bronsart von Schellendorff (1866-1952), officier d'état-major prussien et récipiendaire de l'ordre Pour le Mérite
- Friedrich Bronsart von Schellendorf (1864-1950), chef d'état-major de l'armée ottomane pendant la Première Guerre mondiale
- Günther Bronsart von Schellendorf (1869-1947), officier prussien et diplomate militaire, 1914 attaché militaire en Roumanie
- Hans Bronsart von Schellendorf (1830-1913), compositeur et pianiste allemand, metteur en scène d'opéra et de théâtre à Hanovre et à Weimar
- Hans Bronsart von Schellendorff (1874-1938), officier prussien et récipiendaire de l'ordre Pour le Mérite
- Heinrich Bronsart von Schellendorff (1803-1874), lieutenant général prussien, 1866 directeur général de l'armée
- Heinrich-Walter Bronsart von Schellendorff (de) (1906-1944), officier allemand et récipiendaire de la croix de chevalier de la croix de fer en 1944, major général à titre posthume
- Ingeborg Bronsart von Schellendorf née Starck (1840-1913), pianiste et compositeur allemand
- Paul Leopold Bronsart von Schellendorff (1832-1891), général prussien et ministre de la guerre
- Walter Siegfried Bronsart von Schellendorff (1871-1963), officier prussien et récipiendaire de l'ordre Pour le Mérite, accusé au procès de Leipzig[2]
- Walther Bronsart von Schellendorff (1833-1914), général prussien et ministre de la Guerre